# Славейково (област Габрово)
Вижте пояснителната страница за други значения на Славейково.
Славейково е село в Северна България. То се намира в община Дряново, област Габрово.

## История
Старото име на селото е Малко Яларе.

## Население
Преброяване на населението през 2011 г.
Численост и дял на етническите групи според преброяването на населението през 2011 г.:
|                     | Численост | Дял (в %) |
| Общо                | 75        | 100,00    |
| Българи             | 60        | 80,00     |
| Турци               | 0         | 0,00      |
| Цигани              | 0         | 0,00      |
| Други               | 14        | 18,66     |
| Не се самоопределят | 0         | 0,00      |
| Неотговорили        | 0         | 0,00      |

## Галерия
- Църквата
- Изглед към площада на селото